# Vadim (film)
Pour plus de détails, voir Fiche technique et Distribution.
Vadim (Вадим) est un film russe réalisé par Piotr Tchardynine, sorti en 1910.
Il s'agit d'une adaptation du roman de jeunesse inachevé de Mikhaïl Lermontov, Vadim (ru) (Вадим), publié en 1834.

## Fiche technique
- Photographie : Vladimir Siversen

## Film connexe
- 1973 : Avril rouge (Il giorno del furore) d'Antonio Calenda, adapté de Vadim